# Amartya Sen
Amartya Kumar Sen (Santiniketan, Nyugat-Bengál, India, 1933. november 3. –) indiai származású amerikai közgazdász.

## Pályafutása
1998-ban Közgazdasági Nobel-emlékdíjat kapott a jóléti közgazdaságtan területén végzett munkásságáért. Jelenleg a Thomas W. Lamont University és a Harvard Egyetem professzora. A közgazdaságtan Teréz anyjának is nevezik a politikai liberalizmus, az éhínség, a jóléti közgazdaságtan, a nemek közötti egyenlőtlenség és a szegénység alapösszefüggéseibe vetett munkájának köszönhetően.

## Magyarul megjelent művei
- A fejlődés mint szabadság; ford. Hegedűs Judit; Európa, Bp., 2003 ISBN 963-07-7315-5
- Az igazságosság eszméje; ford. Felcsuti Péter; Osiris, Bp., 2021 (Osiris Társadalomtudományi Könyvtár)